# Бантиш-Каменський Дмитро Миколайович
Дмитро́ Микола́йович Банти́ш-Ка́менський (рос. Дмитрий Николаевич Бантыш-Каменский; 5 (16) листопада 1788, Москва — †25 січня (6 лютого) 1850) — російський та український історик і археограф, син Миколи Миколайовича Бантиш-Каменського.

## Біографія
Син Миколи Миколайовича Бантиш-Каменського. Освіту здобув домашню, в 1800 році поміщений був юнкером в московський архів Іноземної колегії, керівником якого був його батько.
Будучи відряджений в Сербію, Бантиш-Каменський мав можливість оглянути Україну і країни, що лежали на шляху, які й були ним описані у виданому ним «Подорожі в Молдавію, Валахію і Сербію» (М., 1810).
В 1812 році Бантиш-Каменський супроводжував батька в Нижній Новгород, куди на час був вивезений архів. Після повернення в Москву Бантиш-Каменський слухав лекції в університеті, але незабаром за тим, як помер його батько (1814), перейшов на службу в Петербург в Колегію закордонних справ. Він бере участь у підготовці Паризької мирної угоди (1814)
Прекрасне знання мов відкривало перед ним широке поле дипломатичної діяльності, але цим він не скористався, а вступив спочатку чиновником особливих доручень, а потім правителем канцелярії до князя H. Г. Рєпніна, призначеного в 1816 році військовим губернатором України. П'ятирічне перебування тут дало йому можливість знову віддатися улюбленим архівним заняттям, плодом яких є його «Історія Малої Русі від приєднання її до Російської держави до скасування гетьманства, із загальним введенням, додатком матеріалів і портретами» (4 томи, 1822; 2 — е видання, 3 томи, Москва, 1830; 3-е видання, 1842) — праця, розпочата за дорученням князя Рєпніна, який брав навіть безпосередню участь в складанні першого тому. Джерелами для автора послужили рукописна праця його батька з того самого предмета, численні документи московського архіву, матеріали архіву Малоросійської колегії (при губернському правлінні в Чернігові), архів князя Рєпніна і багато місцевих матеріалів. Праця ця, чи не позбавлена недоліків, довгий час залишалася єдиною цільною історією України.
У березні 1825 року Бантиш-Каменський призначений був губернатором в Тобольськ. На цій посаді він багато дбав про благоустрій міста, поліпшення побуту засланців і місцевих інородців (сприяв скасування калима серед диких вогулів), про промисловість краю і т . і.
Незважаючи на таку корисну діяльність, Бантиш-Каменський в 1828 році став жертвою сенаторської ревізії, за яку потягнулися слідство і суд в Петербурзі (по 1834 рік). З приводу цих переслідувань він склав докладну записку під назвою «Шемякін суд в XIX столітті»; частина її була надрукована в  Русской старине  1873 року.
Користуючись своїм мимовільним дозвіллям, Бантиш-Каменський знову віддався улюбленим літературним заняттям. На цей час припадає його «Словник достопам'ятних людей російської землі» (5 томів, Москва, 1836, доповнення в 3 томах, СПб., 1847), заснована на безлічі архівних джерел, фамільних документів і усних повідомленнях.
У травні 1836 року Бантиш-Каменський призначений був губернатором Віленської губернії; тут він звернув увагу на поліпшення богоугодних закладів і госпіталів, на пристрій міст, але в 1838 році був відкликаний і зарахований до Міністерства внутрішніх справ. Потім він був членом ради цього міністерства (1839) і членом департаменту уділів (1840), а в 1841 році призначений в таємні радники.
До останнього періоду життя Бантиш-Каменського належать його html «Біографії російських генералісімусів і генерал-фельдмаршалів» (4 частини, СПб., 1840–1841), на видання яких імператор Микола I надав йому 2000 рублів.
Бантиш-Каменський помер в Петербургзі 26 січня 1850 року, а похований в Москві, в некрополі Донського монастиря.
Він був одружений тричі і залишив значне сімейство, але ні служба, ні літературні праці його не збагатили, так що на погашення його боргів імператор Микола Павлович віддав 10 000 рублів.

## Дослідження історії України
Перебуваючи в Україні, зібрав і систематизував цінний історичний матеріал, опублікований у:
- «История Малой России со времен присоединения оной к Российскому государству при царе Алексее Михайловиче»(I—IV, 1822)
- «Словарь достопамятных людей русской земли» (1836)
- «Источники малороссийской истории» (1858–1859)

Як історик Дмитро Бантиш-Каменський не відділяв історію України від історії Київської Русі, вважав українське козацтво визначальним чинником розвитку українського народу. Як зазначає сам автор у передмові до «Истории Малой России», при написанні історичних праць він користувався «малоросійськими» літописами, «Історією Русів», матеріалами Андріяна Чепи.